# Turning Gate
Pour plus de détails, voir Fiche technique et Distribution.
Turning Gate (생활의 발견, Saenghwalui balgyeon) est un film sud-coréen réalisé par Hong Sang-soo, sorti en 2002.

## Synopsis
En Corée du Sud, Gyung-soo, un comédien de théâtre sur le déclin, se rend à Choonchun pour rendre visite à un vieil ami écrivain. Celui-ci lui présente une danseuse sculpturale, Myung-sook. Après une soirée très arrosée, la jeune femme jette son dévolu sur Gyung-soo. Mais l'ami écrivain aime Myung-sook, il ne lui a jamais révélé ses sentiments. Les rapports entre les deux hommes s'enveniment à mesure que Myung-sook s'éprend de façon obsessionnelle de Gyung-soo.
Pour chasser les mauvais souvenirs, Gyung-soo prend le train pour Gyeongju. Seon-young, sa voisine de compartiment, lui dit reconnaître son visage et commence à le séduire. Quand elle descend du train, il lui emboîte le pas et la retient, mais elle a une attitude ambiguë. Gyung-soo suit Seon-young jusque chez elle. Le lendemain, il rassemble son courage et frappe à la porte. Cette fois, il tombe follement amoureux.

## Fiche technique
- Titre : Turning Gate
- Titre original : 생활의 발견 (Saenghwalui balgyeon)
- Réalisation et scénario : Hong Sang-soo
- Pays d'origine : Corée du Sud
- Langue : Coréen
- Format : Couleurs - 1,85:1 - Dolby Digital - 35 mm
- Genre : Comédie dramatique
- Durée : 115 minutes
- Date de sortie : 2002

## Distribution
- Kim Sang-kyeong : Gyung-soo
- Chu Sang-mi  : Seon-young
- Ye Ji-won : Myung-sook
- Kim Hak-sun : Seong-wu